# DTV Charlottenburg
Der Deutsche Turnverein (DTV) Charlottenburg war ein deutscher Turn- und Sportverein aus Berlin. Er bestand zwischen 1905 und 1991.

## Geschichte

### Basketball
Ab 1956 wurde beim DTV Basketball gespielt, es bestand ebenfalls eine Turnabteilung. In den 1970er Jahren gelang es unter der Leitung des damaligen DTV-Vorsitzenden Siegfried Dupuis, beim DTV eine Basketball-Leistungsmannschaft aufzubauen, was auch unter Einbeziehung anderer Basketball-Vereine der Stadt stattfand. Diese Zusammenarbeit stand im Gegensatz zur bis dahin in der Berliner Basketball-Landschaft verbreiteten Vorgehensweise, vornehmlich der eigenen Vereinsarbeit den Vorzug zu geben, anstatt Kräfte zu bündeln, so wechselten mehrere Spieler des Bundesligisten BSV 92 zum aufstrebenden DTV, einige kamen auch vom TuS Lichterfelde: Klaus Herlitz, André und Carl Korsukéwitz, Alex Müller, Walter Schaffartzik. Trainer der Mannschaft war zunächst Dupuis. 1981 stieg der DTV in die Basketball-Bundesliga auf, damit spielte erstmals seit 1973/74 (BSV 92) wieder ein Verein aus der Hauptstadt in der höchsten deutschen Liga. Trainer der Mannschaft wurde Andreas Hinz. In der Bundesliga-Saison 1981/82 wurde die Mannschaft zeitweise von Hinz, von Walter Schaffartzik und Dieter Krausch betreut. Zu den Spielern der Saison 1981/82 gehörten unter anderem Matthias Strauss, Lutz Wadehn, Burkhard Schröder und der US-Amerikaner Michael Cunningham. In der Bundesliga-Abstiegsrunde 1982 wurde knapp der Ligaverbleib gesichert. Im Spieljahr 1983/84 erreichte der DTV unter Trainer Krausch das Halbfinale um die deutsche Meisterschaft. Dieses Ergebnis wurde unter anderem mit Spielern wie Schröder, Strauss, Joe Malis, Jochen Weiß und John Dronsella erreicht.
1984/85 und 1985/86 erreichte der DTV jeweils unter der Leitung von Trainer Hannes Neumann wieder das Bundesliga-Halbfinale. 1985/86 nahm die Mannschaft am europäischen Vereinswettbewerb Korać-Cup teil. Mit Malis und Tom Norwood zählten inzwischen zwei US-Amerikaner zum Aufgebot. In dem Europapokal setzte sich Charlottenburg in der ersten Runde knapp gegen Uudenkaupungin Urheilijat aus Finnland durch und traf dann auf KK Partizan Belgrad. Dem jugoslawischen Gegner unterlag der DTV in Hin- und Rückspiel. In der Bundesliga-Runde 1986/87 schied die Mannschaft im Viertelfinale aus. 1987 stieg Rubin Schlaks, Geschäftsführer eines Bekleidungsunternehmens, als Geldgeber beim DTV Charlottenburg ein.
1987/88 stand die Mannschaft abermals im Bundesliga-Halbfinale, im Korać-Cup bezwang der mittlerweile von Rick Shore als Trainer geleitete DTV zunächst den Schweizer Vertreter Vevey Basket. In der zweiten Runde war CAI Saragossa aus Spanien der Widersacher der Berliner. Nach einem 88:64-Sieg in der Sporthalle Charlottenburg Mitte Oktober 1987 verlor der DTV das Rückspiel auswärts (65:99) und schied aus. Zur DTV-Mannschaft zählten in diesem Spieljahr unter anderem Mike Whitmarsh, Gary von Waaden, Thomas Deuster sowie weiterhin Schröder, Strauß und Dronsella.
Im Vorwege der Saison 1988/89 wurde dank eines 650 000 D-Mark betragenden Mannschaftshaushalts Nationalspieler Michael Jackel zum DTV geholt, auch Sven Meyer, Horst Schmitz, Lars Stinshoff sowie mit Lew Hill ein zweiter US-Amerikaner neben Whitmarsh verstärkten jetzt das Aufgebot. In der Bundesliga beendete man die Hauptrunde auf dem zweiten Tabellenplatz und erreichte das Halbfinale, im Korać-Cup bezwangen die Berliner BC Trane Castors Braine aus Belgien, ehe sie in der zweiten Runde an BK Stroitel Kiew aus der Sowjetunion scheiterten.
Während der Saison 1989/90 trat die Mannschaft unter dem Namen SG BG/DTV Charlottenburg an, nachdem zuvor die BG Charlottenburg gegründet worden war. Dieser Schritt war getätigt worden, um nach einem Jahr das Bundesliga-Teilnahmerecht vollständig vom DTV an die BG zu übertragen. In der Bundesliga reichte es zur Viertelfinalteilnahme, im Europapokal Korać-Cup gab es in der ersten Runde zwei deutliche Niederlagen gegen Benetton Treviso aus Italien. Im Verlauf der Saison kam es zur Trennung von Trainer Shore, der daraufhin vor das Arbeitsgericht zog und 150 000 D-Mark zugesprochen bekam. Der mittlerweile von Herbert Brüggenkamp als Vorsitzenden geführte Verein war daraufhin zahlungsunfähig. Wie vorgesehen übernahm die BG Charlottenburg das Bundesliga-Spielrecht, aus der BG wurde später Alba Berlin. Mitglieder der DTV-Basketballabteilung gründeten am 24. März 1990 den DBV Charlottenburg. 1991 wurde der DTV Charlottenburg aufgelöst.
Im Jugendbereich gewann der DTV Charlottenburg zwei deutsche Meistertitel: 1978 in der männlichen B-Jugend und 1991 in der weiblichen C-Jugend.

### Vereinspersönlichkeiten
- Herbert Brüggenkamp, Vorsitzender
- John Dronsella (* 1957), Spieler
- Siegfried Dupuis (1941–2018), Vorsitzender
- Lew Hill (1965–2021), Spieler
- Andreas Hinz (* 1952), Trainer
- Michael Jackel (* 1959), Spieler
- Dieter Krausch, Trainer
- Joe Malis (* vor 1987), Spieler
- Hannes Neumann (1939–2018), Trainer
- Walter Schaffartzik (* 1951), Spieler und Trainer
- Peter Schließer (* 1939), Pressesprecher
- Burkhard Schröder (* 1957), Spieler
- Rick Shore, Trainer
- Matthias Strauss (* 1956), Spieler
- Lutz Wadehn (* 1961), Spieler
- Mike Whitmarsh (1962–2009), Spieler